# Domingos Ramos
Domingos Gomes Ramos (Bisáu, 1935—Madina do Boé, 10 de noviembre de 1966) es un héroe nacional de Guinea-Bisáu y Cabo Verde, figura mítica en la fase inicial del movimiento guerrillero protagonizado por el Partido Africano para la Independencia de Guinea y Cabo Verde (PAIGC) contra el dominio portugués en las antiguas provincias de ultramar de Guinea y Cabo Verde. Junto a Amílcar Cabral, Pansau Na Isna y Titina Silá, está considerado como una de las figuras más famosas de la lucha por la independencia en Guinea-Bisáu.

## Biografía

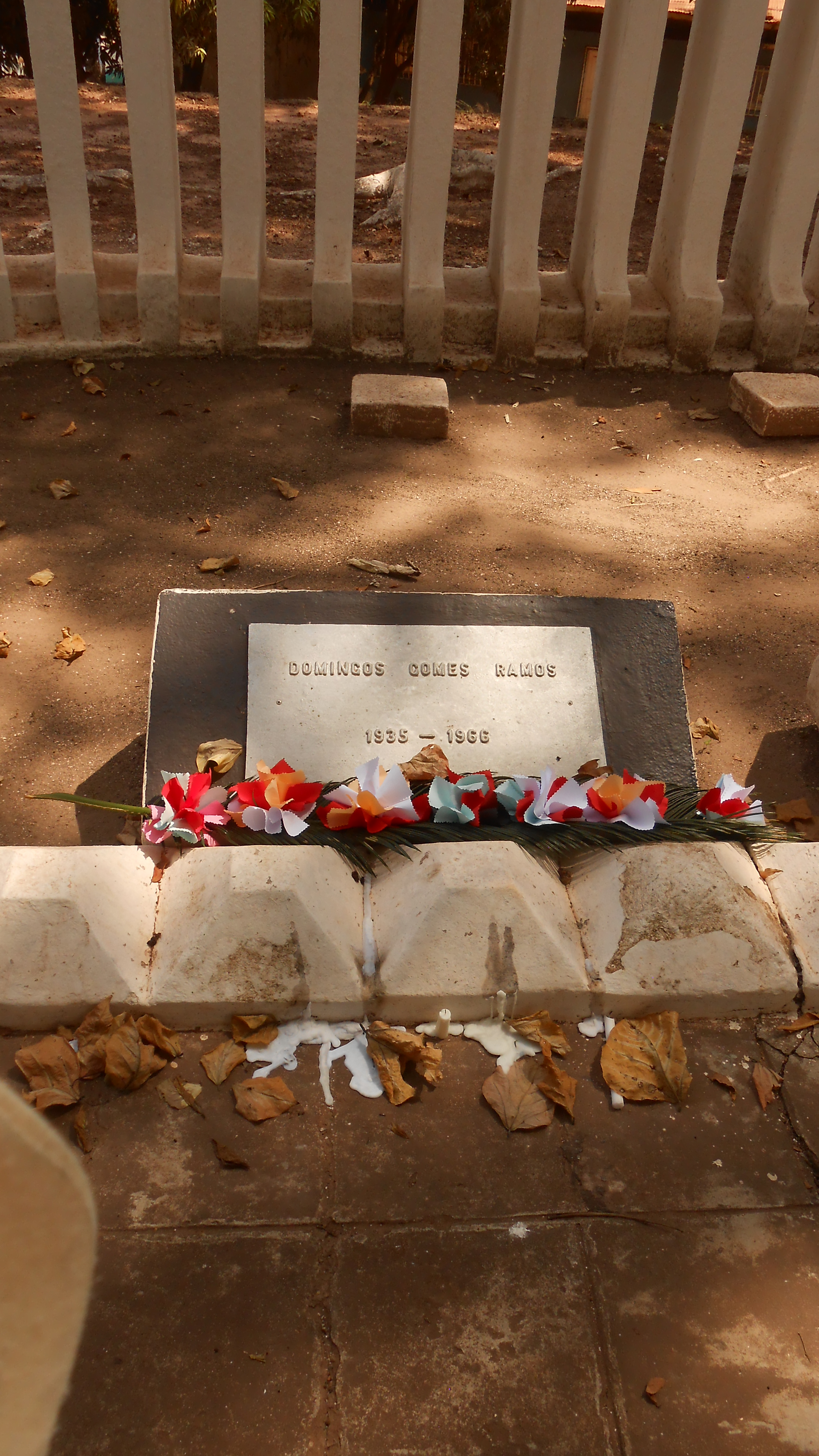
Tumba de Domingos Ramos en el Memorial de los Héroes de la Patria en Bisáu.

Nacido en Bisáu, Domingos Ramos trabajó durante algún tiempo como auxiliar de hospital, antes de ser llamado a alistarse en el ejército colonial portugués. En 1957 se unió clandestinamente al recién formado Partido de la Independencia Africana (PAI), antecesor del PAIGC. Luego de la masacre de Pidjiguiti, el 3 de agosto de 1959, desertó del ejército colonial, incorporándose a las guerrillas que luchaban por la independencia de la Guinea Portuguesa.
En 1961, como militante del PAIGC, fue enviado a la zona de Xitole para movilizar a la población, convenciendo a los habitantes de Satacura de negarse a pagar impuestos a las autoridades coloniales. Este acto fue rápidamente respondido con el uso de la fuerza bruta por parte de las autoridades portuguesas. Con precio a su cabeza, Domingos Ramos se vio obligado a huir a Guinea-Conakri, desde donde fue enviado a Ghana para recibir entrenamiento militar. En 1964 continuó su formación militar en la Academia Militar de Nankín, en China, junto a otros destacados militantes del PAIGC como Francisco Mendes, João Bernardo Vieira y Osvaldo Vieira.
A finales de 1964 regresa a Guinea-Bisáu, siendo nombrado comandante del Frente Oriental, y liderando el primer combate guerrillero organizado de la Lucha por la Liberación Nacional de Guinea-Bisáu en diciembre de ese año. Con seiscientos hombres bajo su mando, llevó a cabo numerosos ataques contra objetivos portugueses.
Murió en combate el 10 de noviembre de 1966, durante un asalto al destacamento portugués muy fortificado en Madina do Boé, en el sureste de Guinea-Bisáu.

## Legado
De personalidad carismática, Domingos Ramos fue muy respetado por sus hombres y compañeros, en especial por Amílcar Cabral. Su memoria fue conmemorada en Guinea-Bisáu con la emisión de un billete de cien pesos bisauguineanos —moneda del país entre 1975 y 1997—, con el nombre de un internado de Boé, una cooperativa agrícola y una calle de Bisáu, la Avenida Domingos Ramos.
En Cabo Verde, el antiguo Liceu Nacional Adriano Moreira, en la ciudad de Praia, pasó a llamarse Liceu Domingos Ramos en su honor por orden del Ministerio de Educación y Cultura a partir del 24 de abril de 1975. Su imagen también aparece en la moneda de 20 escudos caboverdianos.